# Calcio Montebelluna 1984-1985
Questa voce raccoglie le informazioni riguardanti il Calcio Montebelluna nelle competizioni ufficiali della stagione 1984-1985.

## Rosa
| N. |                   | Ruolo | Calciatore           |
| -- | ----------------- | ----- | -------------------- |
|    | Italia (bandiera) | A     | Fulvio Antonello     |
|    | Italia (bandiera) | D     | Edoardo Bandiera     |
|    | Italia (bandiera) | C     | Gianni Biancuzzi     |
|    | Italia (bandiera) | A     | Pierantonio Bortot   |
|    | Italia (bandiera) | A     | Franco Bressan       |
|    | Italia (bandiera) | C     | Luca Bressan         |
|    | Italia (bandiera) | C     | Stefano Brotto       |
|    | Italia (bandiera) | D     | Franco Calzamatta    |
|    | Italia (bandiera) | P     | Ezio Cavasin         |
|    | Italia (bandiera) | C     | Ferdinando Fornasier |
|    | Italia (bandiera) | P     | Piero Gennari        |
|    | Italia (bandiera) |       | Girotto              |

| N. |                   | Ruolo | Calciatore        |
| -- | ----------------- | ----- | ----------------- |
|    | Italia (bandiera) |       | Mason             |
|    | Italia (bandiera) | C     | Roberto Merlo     |
|    | Italia (bandiera) | D     | Luigi Pastò       |
|    | Italia (bandiera) | C     | Carlo Osellame    |
|    | Italia (bandiera) | D     | Maurizio Penello  |
|    | Italia (bandiera) |       | Sartori           |
|    | Italia (bandiera) | A     | Vanni Tessari     |
|    | Italia (bandiera) | C     | Antonio Tessariol |
|    | Italia (bandiera) | D     | Paolo Tocchetto   |
|    | Italia (bandiera) |       | Zambolin          |
|    | Italia (bandiera) | C     | Oliviero Zorzetto |